# Księga Joela
Księga Joela – (hebr. יואל Joel) jedna z ksiąg biblijnych, znajdująca się wśród ksiąg prorockich Starego Testamentu. W kanonie hebrajskim znajdowała się w Księdze Dwunastu proroków mniejszych.

## Treść
Pod względem zawartości Księga Joela dzieli się na dwie części: klęski naturalne i ich następstwa oraz zapowiedź nadejścia dnia Jahwe i czynności, które powinny poprzedzać to wydarzenie. Pierwsza część obejmuje dwa rozdziały. Ziemię nawiedzają plagi szczurów i szarańczy, następuje susza. Klęska jest porównana do najazdu wrogów. Prorok nawołuje kapłanów i lud do pokuty i zwraca się do Jahwe z modlitwą błagalną.
Podobny schemat jest powtórzony w drugiej części księgi. Tym razem wizja proroka przedstawiona jest w sposób eschatologiczny. Ziemię ponownie nawiedzą te same plagi. Aby je oddalić, należy dokonać prawdziwego aktu pokuty i zmienić swoje nastawienie. W końcu nadejdzie dzień Jahwe, poprzedzony kilkoma wydarzeniami: zesłanie ducha na wszelkie ciało, niewyjaśnione zjawiska astronomiczne, zbawienie wyznawców Jahwe, osądzenie narodów Tyru, Sydonu, Egiptu, Edomu oraz Filistynów. Zapowiada odmianę dziejów Judy i Jerozolimy.

## Analiza
Księga Joela stanowi drugą księgę w zbiorze dwunastu proroków. Oryginał został spisany w języku hebrajskim. Składa się z siedmiuset trzech wersetów. W tekście hebrajskim ma cztery rozdziały, w Septuagincie i Wulgacie – trzy (rozdział drugi i trzeci zostały połączone), również w Biblii Lutra księga ma trzy rozdziały, z tym że połączone zostały rozdziały trzeci i czwarty.
Imię autora księgi zawarte zostało w jej tytule. O pochodzeniu Joela wiadomo jedynie to, że był synem Petuela, o czym autor księgi wzmiankuje w Jl 1,1: Słowo Pana, które skierował do Joela, syna Petuela. W związku z tym, że o autorze księgi nic nie wiadomo poza imieniem, czas i miejsce jej powstania pozostają kwestią sporną.
Pojawiały się teorie – odrzucone w trakcie dalszej analizy przez większość biblistów – że pierwsza część księgi powstała przed niewolą babilońską, druga zaś w II wieku p.n.e. Teorie te były oparte na poglądach o braku spójności treści w obu częściach i różnicach w formie. Przewagę zdobył jednak pogląd, że dwie części powstały w tym samym czasie. Za tym twierdzeniem przemawiała analiza lingwistyczna oraz wspólne motywy plagi szarańczy i dnia Jahwe.
Dokładny czas powstania księgi jest trudny do ustalenia. Powszechnie się uważa, że została spisana po niewoli babilońskiej – najwcześniej w drugiej połowie VI wieku p.n.e. Pogląd ten opiera się na wiadomościach historycznych, które zostały wzmiankowane w tekście. Jerozolima prawdopodobnie została splądrowana przez najeźdźców, a jej mieszkańcy deportowani. Wspomniana w proroctwie świątynia prawdopodobnie jest drugim – odbudowanym po powrocie z niewoli – przybytkiem. Autorytet wśród ludności mają kapłani-przywódcy, a nie królowie, o których tekst milczy. Księga nie wspomina o królestwie północnym, a nazwy „Izrael” używa w znaczeniu „Juda”. Dodatkowo tekst nie zawiera nazw Babilończyków i Asyryjczyków, za to wymienia Greków. Z punktu widzenia zmian, które nastąpiły w judaizmie w drugiej połowie VI wieku p.n.e., księga wprowadza nieznane przed niewolą babilońską elementy: post, żal i urozmaicenie składanych ofiar.
Wcześniej istniały poglądy, że księga powstała przed niewolą babilońską. Wskazywano okres panowania Joasza (druga połowa IX wieku p.n.e.) i czasy Jeremiasza (koniec VII wieku p.n.e.). Zwolennikiem datowania księgi na czasy sprzed niewoli jest m.in. A.S. Kapelrud, który przesuwa jej czas powstania na około 600 rok p.n.e. Swoją teorię opiera na analizie proroctwa kultowego i opisie nastania dnia Jahwe, przeprowadzając analogię do starokananejskich tekstów z Ugarit.